# Narathura mizunumai
Narathura mizunumai är en fjärilsart som beskrevs av Hayashi 1978. Narathura mizunumai ingår i släktet Narathura och familjen juvelvingar. Inga underarter finns listade i Catalogue of Life.